# Charles Moravia
Charles Moravia (17 de junio de 1875 - 11 de febrero de 1938) fue un poeta, dramaturgo, profesor y diplomático haitiano.

## Biografía
Nacido en Jacmel, Moravia estudió en el Petit Séminaire Collège Saint-Martial en Port-au-Prince. Se convirtió en profesor en Jacmel y fundó dos publicaciones periódicas, la efímera La Plume, publicada de 1914 a 1915, y Le Temps, que comenzó en 1922 como un diario y más tarde como una revista. Fue un funcionario electo de la Academia de Artes y Ciencias de Haití. Admirador de Heinrich Heine, Moravia tradujo el verso del poeta alemán a partir de la traducción en prosa de Gérard de Nerval.
Fue nombrado Ministro Plenipotenciario en Washington D. C. en 1919, durante la ocupación de Haití por los Estados Unidos. También se desempeñó como senador de la República durante la presidencia de Sténio Vincent.
Fue encarcelado por el gobierno de Vincent por sus artículos opuestos a la ocupación estadounidense.

## Trabajos seleccionados
- Roses et Camélias (Puerto Príncipe: Impr. Mme F. Smith, 1903) - poesía[3]
- Ode à la mémoire de Toussaint Louverture (Puerto Príncipe: Impr. Mme F. Smith, 1903) - poesía
- La Crête à Pierrot (1908) - drama
- Au Clair de la Lune (1910) - drama
- L'Amiral Killick (1943) - drama